# وحید شیخ‌لر
وحید شیخلر (زادهٔ 15 بهمن 1359) بازیگر اهل ایران است. وی با سینمایی تنگنا به‌شهرت رسید.

## زندگی‌نامه
وحید شیخ‌لر بازیگر، کارگردان و نویسنده ایرانی است. او بازیگر نقش اول در فیلم سینمایی تنگنا است.وحید شیخلر در آثاری همچون فیلم ماجرای نیمروز : رد خون و سریالهای پوست شیر ، تن ها به عنوان بازیگر حضور داشته است.

## فیلم‌شناسی

### سینما
- 1374 - تنگنا)
- 1369 - دکوپاژ - کارگردانی)